# Katja Landau
Katja Landau (Viena, 29 de junio de 1905 - ?) fue una política y publicista austriaca.

## Biografía
Nació en 1905, en el seno de una familia judía ortodoxa de ideología conservadora. Desde 1923 mantuvo una relación sentimental con el político comunista Kurt Landau, con el que en 1927 contrajo matrimonio. Llegó a ser miembro del Partido Comunista de Austria (KPÖ), al igual que su marido, aunque el matrimonio se acabaría distanciando de la línea oficial del partido por su adscripción al estalinismo soviético. En 1929 Katja se trasladó con su marido a Berlín, donde desarrollaron diversas actividades junto a los círculos de la izquierda antiestalanista alemana. Tras el ascenso al poder de los nazis, ambos se marcharon a París.
Tras el estallido de la Guerra civil española, en noviembre de 1936 tanto ella como su marido se trasladaron a Barcelona. La pareja estuvo asociada con el Partido Obrero de Unificación Marxista (POUM), para el cual su marido Kurt llegó a trabajar como escritor, traductor y propagandista. Sin embargo, tras los llamados Sucesos de mayo de 1937 el POUM fue ilegalizado por las autoridades republicanas. Katja Landau fue detenida el 17 de junio de 1937,  y mientras estaba en prisión tuvo conocimiento de la detención de su marido, que pronto desapareció. Se puso en huelga de hambre para forzar a las autoridades a investigar la desaparición de su marido, lo que consiguió. En enero de 1938 fue puesta en libertad por las autoridades republicanas. Tras su salida de prisión fue deportada a Francia, y posteriormente marcharía a México. 
Durante su exilio mexicano contrajo matrimonio con el exmilitar republicano Benjamín Balboa López.